# فیل آبی (فیلم)
فیل آبی (عربی مصری: الفيل الازرق) یک فیلم به کارگردانی مروان حامد است که در سال ۲۰۱۴ منتشر شد.